# Olethreutes palustrana
Olethreutes palustrana là một loài bướm đêm thuộc họ Tortricidae. Nó được tìm thấy ở hầu hết châu Âu, except bán đảo Iberia và the Balkan Peninsula. It is also known from phần phía đông của the Palearctic ecozone và Bắc Mỹ. The habitat consists of heathland with scattered trees.
Sải cánh dài 14–16 mm. Con trưởng thành bay từ the end of tháng 5 đến tháng 8.
Ấu trùng ăn various mosses, bao gồm Dicranum species. Chúng sống ở a silken tube or gallery.